# Aulonothroscus distans
Aulonothroscus distans är en skalbaggsart som beskrevs av Blanchard 1917. Aulonothroscus distans ingår i släktet Aulonothroscus och familjen småknäppare. Inga underarter finns listade i Catalogue of Life.